# Elisabeth Neumann (Filmeditorin)
Elisabeth Neumann (auch Lisbeth Neumann-Kleinert bzw. Kleinert-Neumann; * 5. Dezember 1905 in Berlin; † 4. Februar 2003 ebenda) war eine deutsche Filmeditorin.

## Leben und Wirken
Die Tochter des Eisenbahners Josef Neumann und seiner Frau Valeska geb. Pietzka hatte bereits im Bereich der Filmtechnik gearbeitet, ehe sie eine Ausbildung zur Schnittmeisterin absolvierte. Ab 1935 war sie in dieser Funktion u. a. bei der Bavaria Filmkunst, der Georg Witt-Film, der Tobis und der Berlin-Film beschäftigt.
Nach 1945 setzte die Berlinerin ihre Karriere bei diversen Münchner Firmen fort, ab 1953 auch unter ihrem Ehenamen Kleinert. Insgesamt war sie – ebenso wie ihre Schwester Lena Neumann – bei über 50 Produktionen für den Filmschnitt verantwortlich.
Elisabeth Neumann starb hochbetagt in Berlin-Prenzlauer Berg.

## Filmografie (Auswahl)
- 1936: Du bist mein Glück
- 1936: Ungeküßt soll man nicht schlafen gehn (Wer zuletzt küßt…)
- 1937: Immer, wenn ich glücklich bin
- 1939: Kongo-Express
- 1940: Wunschkonzert
- 1941: Jakko
- 1942: Der Fall Rainer
- 1944/48: Eine reizende Familie
- 1945: Das alte Lied
- 1949: Nichts als Zufälle
- 1949: Schuld allein ist der Wein
- 1949: Verführte Hände
- 1950: Vom Teufel gejagt
- 1952: Bis wir uns wiederseh’n
- 1952: Rosen blühen auf dem Heidegrab
- 1953: Moselfahrt aus Liebeskummer
- 1953: Regina Amstetten
- 1954: Hoheit lassen bitten
- 1954: Ihre große Prüfung
- 1955: Rosen im Herbst
- 1955: San Salvatore
- 1956: Der Bettelstudent
- 1956: Santa Lucia
- 1957: Der kühne Schwimmer
- 1957: El Hakim
- 1957: Königin Luise
- 1958: Das Mädchen Rosemarie
- 1959: Nick Knattertons Abenteuer
- 1959: Tausend Sterne leuchten
- 1960: Division Brandenburg
- 1960: Gauner-Serenade
- 1960: Strafbataillon 999
- 1961: Auf Wiedersehen
- 1961: Frau Cheneys Ende
- 1962: Straße der Verheißung
- 1962: Wenn die Musik spielt am Wörthersee
- 1963: … denn die Musik und die Liebe in Tirol
- 1963: Elf Jahre und ein Tag
- 1963: Wochentags immer
- 1964: Die lustigen Weiber von Tirol
- 1964: Holiday in St. Tropez
- 1965: Hotel der toten Gäste
- 1965: Ich kauf mir lieber einen Tirolerhut
- 1965: Tausend Takte Übermut
- 1967: Die Abenteuer des Kardinal Braun